# Белоярка (Северо-Казахстанская область)
Белоярка (каз. Белоярка) — село в Тайыншинском районе Северо-Казахстанской области Казахстана. Село входит в состав Донецкого сельского округа. Код КАТО — 596039200.

## История
Село основано в 1936 году для спецпоселенцев из лиц немецкой и польской национальностей, высланных с Волыни.

## Население
По переписи 1989 г. в селе проживало 818 человек, 44% из которых были немцы. В 1999 году население села составляло 469 человек (241 мужчина и 228 женщин). По данным переписи 2009 года, в селе проживало 302 человека (157 мужчин и 145 женщин).